# Zyglinda
Zyglinda – żeńskie imię germańskie, złożone z członów sig – "zwycięstwo" i lind – "miękka, łagodna" lub "tarcza ochronna". Patronką tego imienia jest św. Zyglinda (Segolena), ksieni z Troclar (w pobliżu Albi).
Imię to nosiła jedna z postaci drugiej części dramatu muzycznego Pierścień Nibelunga Richarda Wagnera – Walkirii.
Zyglinda imieniny obchodzi 24 lipca.
Odpowiedniki w innych językach:
- język niemiecki – Sieglinde, Sieglind, Siglind[4]

Znane osoby noszące to imię:
- Sieglinde Hofmann – lewicowa terrorystka, członkini RAF
- Sieglinde Winkler – austriacka narciarka alpejska.